# 中心周波数

バンドパスフィルタの概念図（周波数軸は対数）。中心周波数とピーク（共振周波数）は必ずしも一致しないことに注意

中心周波数（ちゅうしんしゅうはすう、英: Center frequency） {\displaystyle f_{0}} は、バンドパスフィルタにおいては下側の遮断周波数 {\displaystyle f_{1}} と上側の遮断周波数 {\displaystyle f_{2}} の相加平均または相乗平均として定義される周波数。Q値も参照のこと。スペクトラムアナライザにおける中心周波数は後述する。
数学的には、相乗平均は次のようになる。
{\displaystyle \ f_{0}={\sqrt {f_{1}\cdot f_{2}}}}
また、相加平均は次の通り。
{\displaystyle \ f_{0}={\frac {f_{1}+f_{2}}{2}}}
帯域幅 {\displaystyle \ f_{2}-f_{1}} が小さければ、これら2つの定義はほぼ等価となる。
一般に、相乗平均による定義はアナログ回路で用いられる。アナログ回路では周波数特性が周波数軸を対数で表したときに対称性が現れるためである。相乗平均による中心周波数はバンドパスフィルタの共振周波数に近くなる。
相加平均による定義はもっと幅広い状況で使われる。例えば、搬送波に変調を行う電気通信では、周波数軸を線形軸としたときに対称性が現れる。

## スペクトラムアナライザにおける中心周波数
スペクトラムアナライザにおいて横軸の掃引周波数範囲を設定するにあたって、掃引開始周波数と掃引終了周波数を指定する方法と中心周波数と掃引周波数幅を指定する方法がある。2種類の指定方法は単に操作上の利便性のためであり、上述のバンドパスフィルタで定義される中心周波数とは意味が異なる。